# بيتر كاميرون
بيتر كاميرون (بالإنجليزية: Angus Cameron) هو محامي وسياسي أمريكي، ولد في 4 يوليو 1826 في كالدونيا في الولايات المتحدة، وتوفي في 30 مارس 1897 في لاكروس في الولايات المتحدة. حزبياً، نشط في الحزب الجمهوري.

## مناصب
- انتخب عضو مجلس الشيوخ الأمريكي عن دائرة ويسكونسن (14 مارس 1881 – 3 مارس 1885).
- انتخب عضو جمعية ولاية ويسكونسن.
- انتخب عضو مجلس ولاية ويسكونسن.
- انتخب عضو مجلس الشيوخ الأمريكي عن دائرة ويسكونسن (4 مارس 1875 – 3 مارس 1881).